# Piana (chemia fizyczna)

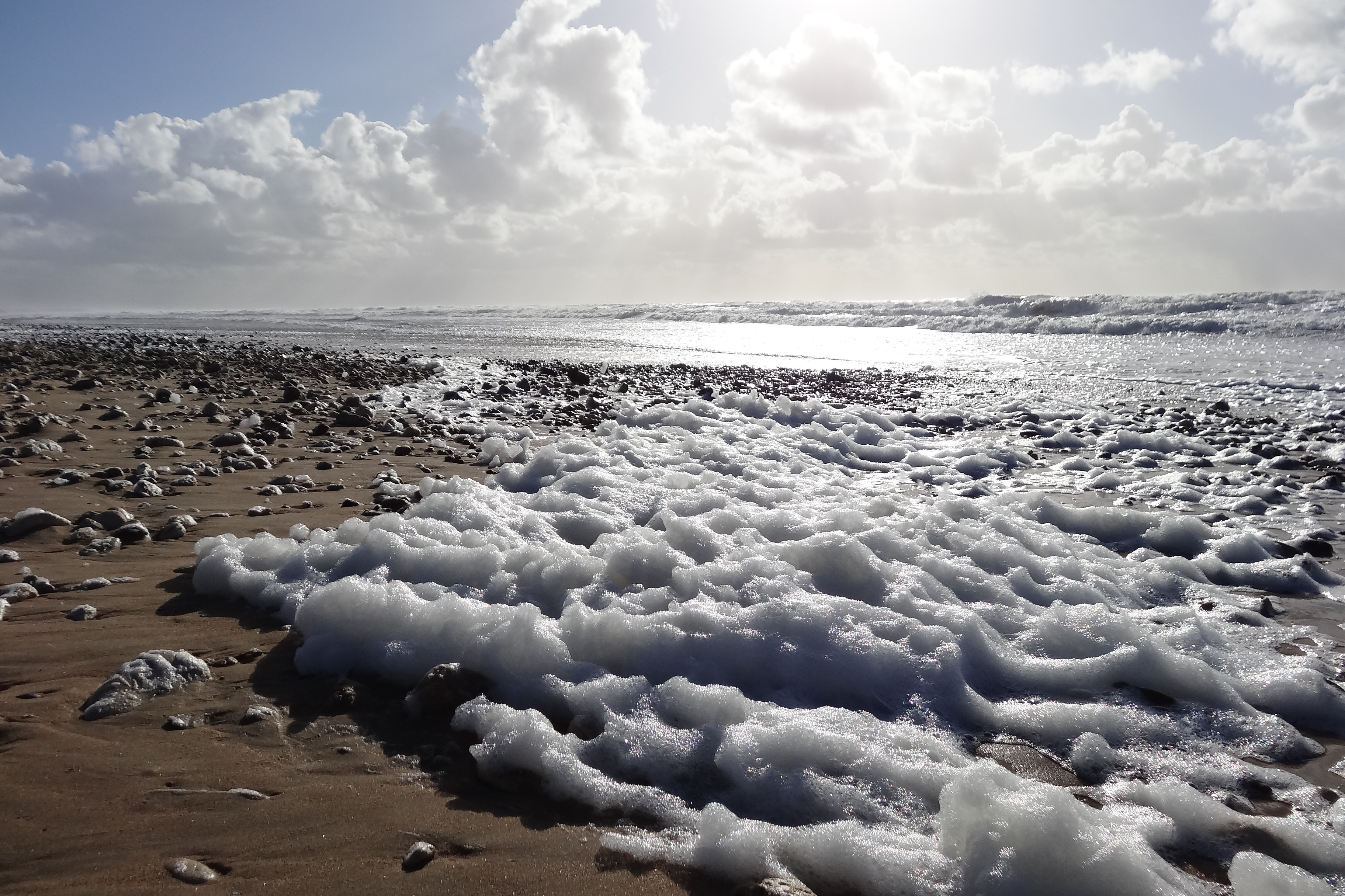
Piana morska na plaży

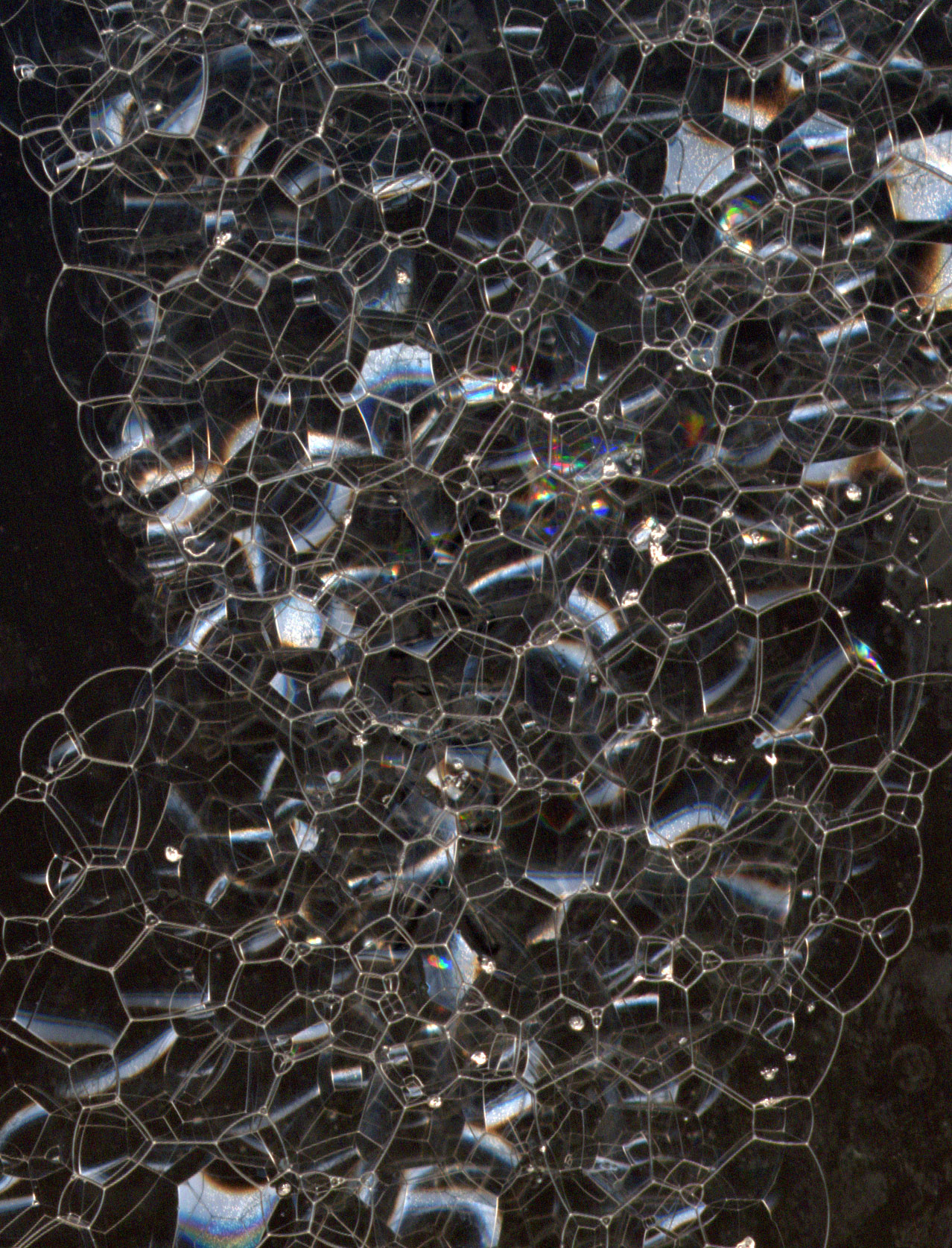
Piana mydlana

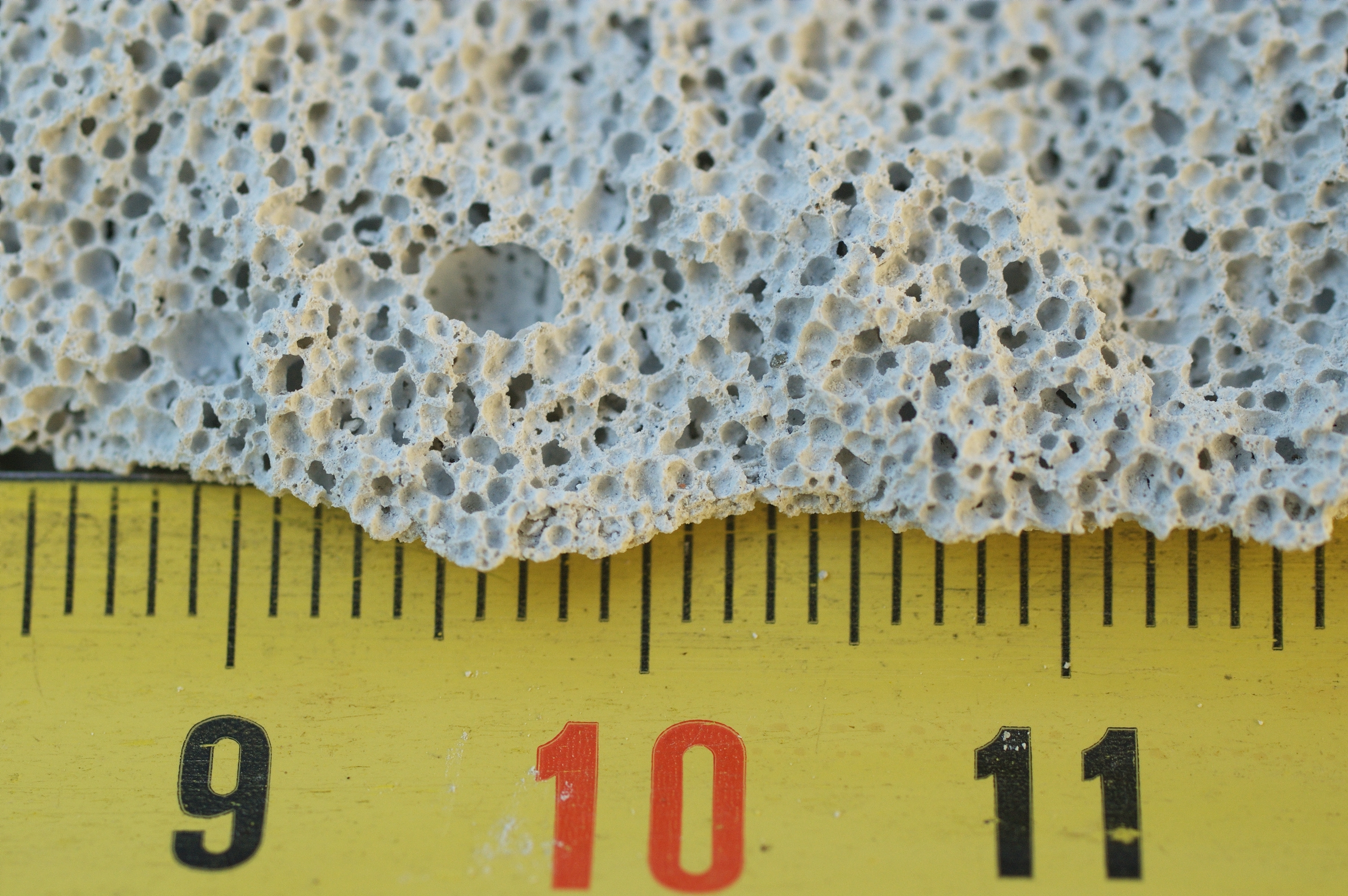
Struktura betonu komórkowego

Piana – mieszanina dyspersyjna, w której ośrodkiem rozpraszającym jest ciecz lub ciało stałe, a fazą rozproszoną gaz. Powstawaniu piany w cieczach sprzyja obecność substancji powierzchniowo czynnych, które zmniejszają ich napięcie powierzchniowe, a zwiększają lepkość. Do wytwarzania piany wykorzystuje się czasem porofory.
Przykład piany stałej (ośrodkiem rozpraszającym gaz jest ciało stałe) stanowi pumeks. Piany stałe o wyjątkowo małej gęstości nazywa się aerożelami.

## Zastosowanie
Piany stosowane są jako środki czyszczące, jako środki gaśnicze oraz w procesach flotacyjnych. Spienianie jest również stosowane w produkcji pianobetonu, gumy porowatej, szkła porowatego, porowatych tworzyw sztucznych i tym podobnych materiałów.